# Centro de Huracanes del Pacífico Central

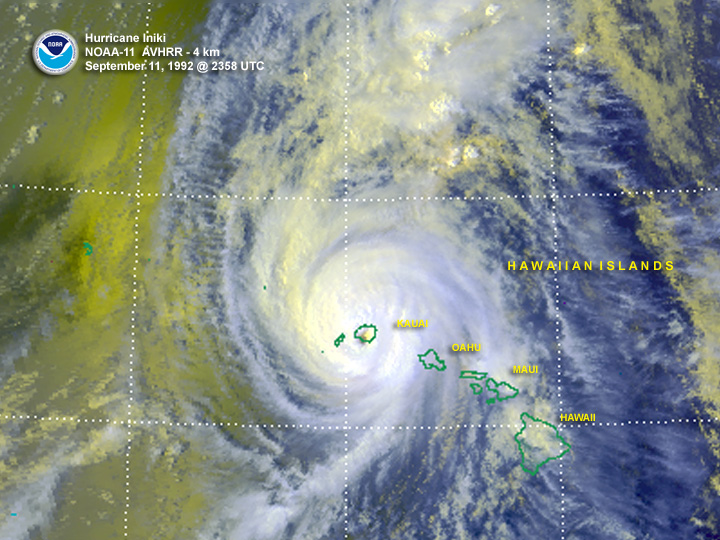
El 11 de septiembre de 1992, el Huracán Iniki causó más de USD $3 mil millones de daños en Hawái.

El Centro de Huracanes del Pacífico Central o el Central Pacific Hurricane Center del Servicio Meteorológico Nacional de los Estados Unidos es el cuerpo oficial y responsable del rastreo y la encargada de dar advertencias de ciclones tropicales, en la cuenca del Pacífico Norte Central. La región de la cuenca del Pacífico Norte Central del Océano Pacífico al norte del ecuador entre la longitud 140 oeste y la línea internacional de cambio de fecha. En esta área, la temporada de huracanes dura entre el 1 de junio hasta el 30 de noviembre.
Con sede en Honolulu, Hawái, la CPHC está localizada dentro de la oficina de predicción del Servicio Meteorológico Nacional de Honolulu en el campus de la Universidad de Hawái en Mānoa. La oficina de predicción de Honolulu activa al CPHC cuando se forma algún ciclón tropical, o entra a la región central del Pacífico.
La CPHC reemplazó su antiguo centro de predicción, el Centro Conjunto de Huracanes, empezando desde la temporada de 1970.

## Avisos
Cuando que un ciclón tropical amenaza una determinada área, el CHPC emite una serie de avisos:
| Advertencia de Huracán Condiciones de huracán posibles en las próx. 36 horas.                     |
| Vigilancia de Huracán Condiciones de huracán posibles en las próx. 48 horas.                      |
| Advertencia de Tormenta Tropical Condiciones de tormenta tropical posibles en las próx. 36 horas. |
| Vigilancia de Tormenta Tropical Condiciones de tormenta tropical posibles en las próx. 48 horas.  |
| ------------------------------------------------------------------------------------------------- |